# تيري فوكس
تيري فوكس (بالفرنسية: Terry Fox)‏ (و. 1958 – 1981 م) هو منافس ألعاب قوى، وناشط كندي، ولد في وينيبيغ، توفي في نيو ويستمينيستر، كولومبيا البريطانية، عن عمر يناهز 23 عاماً، بسبب ساركوما عظمية.، أسس تيري فوكس مارثون أطلق عليه اسم "مارثون الأمل"، وهدفه جمع الأموال لأبحاث علاج مرض السرطان، فقام بالجري على قدم واحدة سليمة عبر أنحاء كندا، وبعد وفاته استمر المارثون بمشاركة الكثير من العدائين من مختلف دول العالم.

## التعليم
تعلم في جامعة سايمون فريزر.

## جوائز
حصل على جوائز منها:
- شارع المشاهير الكندي [الإنجليزية]‏ (2013)
- قاعة مشاهير الطب الكنديين (2012)
- Persons of National Historic Significance [الإنجليزية]‏ (4 نوفمبر 2008)[7]
- Northern Star Award [الإنجليزية]‏ (1980)
- قاعة كندا الرياضية للمشاهير  [لغات أخرى]‏
- Canadian Newsmaker of the Year [الإنجليزية]‏
- Order of the Dogwood [الإنجليزية]‏
- Northern Star Award [الإنجليزية]‏
- شريك وسام كندا.

## وصلات خارجية
- تيري فوكس على موقع IMDb (الإنجليزية)
- تيري فوكس على موقع الموسوعة البريطانية (الإنجليزية)